# Bylazora infumata
Bylazora infumata là một loài bướm đêm trong họ Geometridae.